# Pipistrellus
Pipistrellus is een geslacht van vleermuizen uit de familie der gladneuzen (Vespertilionidae). De soorten uit dit geslacht behoren tot de kleinere leden van de familie. Om die reden worden soorten uit het geslacht over het algemeen dwergvleermuizen genoemd. Drie soorten komen ook in de Benelux voor: de gewone dwergvleermuis (Pipistrellus pipistrellus), de ruige dwergvleermuis (P. nathusii) en de kleine dwergvleermuis (P. pygmaeus).

## Kenmerken
Vleermuizen van het geslacht Pipistrellus zijn klein, met een kleine kop en een vrij brede, bolle snuit. De kleine, korte, min of meer driehoekige oren zijn niet aan de basis verbonden, en bevatten een vrij korte, stompe tragus. Bij beide geslachten zijn de gelig witte buccale klieren, die zich bevinden in de mondhoeken, vergroot. Deze klieren scheiden geurstoffen af. De schedel is klein, breed en plat, die zich naar de voorzijde versmalt. De profiellijn van het voorhoofd is bol en licht gewelfd.
De vleugels zijn smal. Het spoorbeen heeft een brede spoorlob met een duidelijk zichtbaar spoorbeendwarsuitsteeksel. De laatste staartwervel steekt maximaal 1 mm uit de staartvlieghuid. De snuit, oren en vlieghuid zijn donkerder dan de rest van het lichaam. De dieren hebben twee tepels.
Vleermuizen van dit geslacht hebben 34 tanden. De tandformule is 2.1.2.33.1.2.3. Kenmerkend zijn de twee premolaren in de bovenkaak. De molaren zijn breed en nyctalodont. De breedte van de achterste molaar is ongeveer twee derde van de lengte.
De vlucht kan het best worden vergeleken met het fladderen van een vlinder, met regelmatig hoekige bochten en duiken.

## Verspreiding
De soorten van het geslacht Pipistrellus komen van nature voor in vrijwel geheel Europa, Afrika en Azië, alsmede op Nieuw-Guinea en in Noord-Australië.

## Leefwijze
Soorten uit het geslacht jagen op vliegende insecten, die zij in de vlucht vangen. Als rustplaats gebruiken zij verscheidene plekken, zoals holle bomen, in rotsspleten en in gebouwen.
Zij kennen een bijzondere vorm van verdediging, akinese genaamd. Als het dier bedreigd wordt, drukt het zich plat tegen de ondergrond aan in een schrikhouding. Bij aanraking krimpt het dier ineen, alsof hij dood is.

## Systematiek
Binnen de gladneuzen valt het geslacht Pipistrellus binnen de onderfamilie Vespertilioninae, waartoe de meeste gladneuzen behoren, en de tribus Pipistrellini. Pipistrellini omvat naast Pipistrellus ook de geslachten Glischropus, Nyctalus, Parastrellus, Perimyotis en Scotozous.
De systematiek van dit geslacht is de laatste jaren aan grote veranderingen onderhevig. Verscheidene soorten die vroeger tot dit geslacht werden gerekend, zijn de afgelopen twintig jaar afgesplitst in eigen geslachten: Arielulus, Hypsugo (waaronder Savi's dwergvleermuis (Hypsugo savii), Falsistrellus, Neoromicia, Parastrellus, Perimyotis, Scotozous en Vespadelus. Sommige van deze geslachten, zoals Perimyotis, worden soms nog als een ondergeslacht beschouwd. In 2025 werden 18 soorten naar het geslacht Alionoctula verplaatst.
De volgende 15 soorten worden vooralsnog tot het geslacht gerekend:
- Pipistrellus aero
- Pipistrellus creticus
- Pipistrellus hanaki[3]
- Pipistrellus hesperidus
- Pipistrellus inexspectatus
- Pipistrellus kuhlii – Kuhls dwergvleermuis
- Pipistrellus maderensis – Madeiradwergvleermuis
- Pipistrellus nanulus – Dwergvleermuis van Thomas
- Pipistrellus nathusii – Ruige dwergvleermuis
- Pipistrellus permixtus
- Pipistrellus pipistrellus – Gewone dwergvleermuis
- Pipistrellus pygmaeus – Kleine dwergvleermuis
- Pipistrellus raceyi[4]
- Pipistrellus rusticus
- Pipistrellus simandouensis